# Pure and Applied Chemistry
Pure and Applied Chemistry (abrégé en Pure Appl. Chem.) est une revue scientifique à comité de lecture. Ce journal mensuel présente des comptes-rendus de conférences organisées par l'Union internationale de chimie pure et appliquée.
D'après le Journal Citation Reports, le facteur d'impact de ce journal était de 2,492 en 2014. La direction éditoriale est assurée par James Bull.